# Дневник слабака 2: Правила Родрика
«Дневни́к слабака́ 2: Пра́вила Ро́дрика» (англ. Diary of a Wimpy Kid: Rodrick Rules) — американский художественный фильм 2011 года. Экранизация одноименной книги Джеффа Кинни и сиквел фильма «Дневник слабака», вышедшего годом ранее.

## Сюжет
Прямо перед тем, как Грег Хеффли уходит в свой первый день в седьмом классе, Сьюзен, мать Грега, которая ведет колонку для родителей в местной газете, говорит Грегу и его старшему брату Родрику, который придирается к Грегу, что им нужно проводить больше времени вместе. и стимулирует их деньгами. Когда Грег возвращается домой, по телевидению рекламируют местное шоу талантов, и Родрик видит в этом большой прорыв для своей группы Löded Diper. В следующее воскресенье в церкви Родрик пачкает штаны Грега шоколадом, унижая Грега и вызывая между ними публичную драку, разрушая репутацию Сьюзен.
В качестве наказания родители Грега и младший брат Мэнни отправляются в поездку в аквапарк без Грега и Родрика, оставляя их дома на выходные, чтобы разобраться в своих разногласиях; им приказано никого не приглашать к себе. Не обращая на это внимания, Родрик устраивает дикую вечеринку, в которой в конечном итоге участвуют Грег и Роули. На следующее утро Грег и Родрик получают голосовое сообщение от родителей, сообщающее им, что они рано вернутся из поездки из-за того, что Мэнни болен, что побуждает их им спешно навести порядок в разрушенном доме. Они обнаруживают, что кто-то написал на двери ванной перманентным маркером : «Правила Родрика». Грегу приходит в голову идея заменить ее дверью в подвал. Однако после того, как их семья возвращается домой, они понимают, что на новой двери нет замка.
Родрик говорит Грегу все отрицать, но мама вскоре понимает, что замка больше нет, и противостоит Грегу по этому поводу. Грег признается, что у Родрика были люди, но лжет, говоря, что это была всего лишь репетиция группы, и умоляет Сьюзен не наказывать Родрика, полагая, что это разрушит их улучшающиеся отношения. Итак, Сьюзен соглашается на это, и Родрик, полагая, что Грег сохранил их тайну, завоевывает уважение к своему младшему брату. Они начинают проводить больше времени вместе, и Родрик дает Грегу советы по поводу школы и девочек, хотя по большей части это имеет неприятные последствия.
Однажды ночью, когда Фрэнк планирует показать слайд-шоу со своими фигурками времен Гражданской войны редакторам Сьюзен, которые посещают дом Хеффли, он в конечном итоге находит фотографии вечеринки Родрика. Репутация Сьюзан снова испорчена. Фрэнк задерживает Грега на пару недель, в то время как Сьюзен задерживает Родрика на месяц и запрещает ему участвовать в шоу талантов, что приводит его в отчаяние. Узнав, что Грег ранее частично признался Сьюзен правду, Родрик заявляет, что они могут быть братьями, но никогда не будут друзьями.
Грег и Родрик, к их большому разочарованию, наказаны тем, что вынуждены провести выходные со своим дедушкой в его доме престарелых. Однако Грег сталкивается с Холли Хиллз, своей новой одноклассницей, в которую он влюблен, в гостях у ее бабушки; Холли также оказывается средним ребенком между злобным старшим братом и сестрой и избалованным младшим братом, поэтому они с Грегом становятся хорошими друзьями.
На шоу талантов на следующей неделе Родрик узнает, что его выгнал из собственной группы Билл Уолтер, гитарист, которого он недавно нанял, и Роули не может исполнить свой магический номер из-за того, что его помощник боится сцены . Став свидетелем всего конфликта и жалея Родрика, Грег заключает сделку со Сьюзен, согласно которой он будет помощником Роули, если она позволит Родрику выступить, на что она соглашается. Несмотря на многочисленные неудачи, зрители, в том числе Холли, хвалят «Замечательного Роули», полагая, что этот номер на самом деле является комедийной пародией, а ошибки преднамеренны. Но, выступление Löded Diper не производит на них такого впечатления, пока Сьюзен не начинает танцевать на грани. на сцену, побуждая толпу присоединиться к ней. Фрэнк записывает на пленку запись танца Сьюзен, и они с Грегом соглашаются сохранить это в секрете.
В сцене после титров Грег и Роули загружают на YouTube кадры танца Сьюзан , которые становятся вирусными . Родрик, узнав об этом, кричит «Грег, ты мертвец!».

## Актёры
- Закари Гордон — Грег Хеффли
- Девон Бостик — Родрик Хеффли
- Рэйчел Харрис — Сьюзан Хеффли
- Стив Зан — Фрэнк Хеффли
- Коннор Филдинг и Оуэн Филдинг — Мэнни Хеффли
- Роберт Кэпрон — Роули Джефферсон
- Пейтон Лист — Холли Хиллс
- Каран Брар — Шираг Гупта
- Грейсон Рассел — Фрегли Брэк
- Лейни Макнил — Пэтти Фарелл
- Теренс Келли — Дедушка
- Фрэн Кранц — Билл Уолтер
- Далила Бела — Тейлор Прингл